# جود (فیلم)
جود یک فیلم انگلیسی به سبک period drama است که توسط Michael Winterbottom کارگردانی و فیلم‌نامه آن با اقتباس از رمان جود گمنام اثر توماس هاردی توسط حسین امینی نوشته شده‌است. موسیقی متن فیلم نیز توسط Adrian Johnston ساخته شده‌است.
این فیلم در اواخر سال ۱۹۹۵ در ادینبرو و مکان‌هایی در کانتی دورهام شامل کلیسای جامع دورهام، دورهام، کالج اشوا، روستای بلنچلند و موزه بیمیش فیلمبرداری شد.

## این خلاصه شامل پایان فیلم است
جود فاولی (اکلستون) جوانی روشن فکر از طبقه پایین جامعه است که در دوره ویکتوریا زندگی می‌کند و آرزوی تحصیل در دانشگاه را در سر می‌پروراند. اما همه شرایط علیه وی پیش می‌رود و او یک سنگ‌تراش می‌شود و مجبور به ازدواج با یک دختر کشاورز به نام ارابلا (گریفیث) می‌شود. اما همچنان رؤیای تحصیل در دانشگاه را در سر دارد و پس از چند ماه که همسرش به‌طور ناگهانی او را ترک می‌کند، او به شهر می‌رود. او باور دارد تحصیلات به راحتی برای مردی که سخت کار می‌کند موجود است. در آن جا او با دختر عموی زیبا و باهوش خود، سو براید (وینسلت) مواجه می‌شود و هر دوی آنها در مقابل بایدها و نبایدها قد علم می‌کنند. با وجود اینکه جود به سو سخت دل می‌بندد، سو بعد از اینکه جود دربارهٔ ازدواج ناموفقش با ارابلا به او می‌گوید تصمیم می‌گیرد که با فیلوتسن (کانینگهام) معلم سابق جود ازدواج کند. در این هنگام درخواست جود برای تحصیل در دانشگاه به علت وضعیت پایین اجتماعی اش رد می‌شود.
ازدواج سو و فیلوتسن موفق واقع نمی‌شود و سو از عرضه کردن خود به شوهرش چه از لحاظ جنسی و چه از لحاظ عشقی ممانعت می‌کند. سو، فیلوتسن را ترک کرد تا به جود بپیوندد و تن به یک زندگی سخت می‌دهد و همراه جود به سفر می‌پردازد تا جود بتواند به عنوان یک سنگ‌تراش گاه به گاه برای خود کاری دست و پا کند. ان‌ها به شدت عاشق یکدیگرند و در این میان سو دو بچه را بدون اینکه رسماً با هم ازدواج کرده باشند به دنیا می آورد. او حاضر نیست که ازدواج خود با جود را قانونی کند و اعتقادی به ازدواج روی کاغذ ندارد. در این حال جود متوجه می‌شود که ارابلا از او پسری به نام جود (جویی) دارد و ارابلا دیگر توان نگهداری از ان را ندارد؛ بنابراین جود به خانواده پدرش ملحق می‌شود تا با سو و خواهر و برادرخوانده‌هایش زندگی کند.
سو و جود به دلیل نداشتن رابطه مشروع نمی‌توانند برای مدت زیادی جایی را اجاره کنند. سو برای متقاعد کردن جویی به او می‌گوید چون تعداد ما زیاد است نمی‌توانیم مدت زیادی در یک جا ساکن بمانیم. روز بعد هنگامی که جود و سو به اقامتگاهشان بازمی‌گردند، جویی را در حالی می‌بینند که خود را حلق آویز کرده و خواهر و برادرخوانده‌های کوچک خود را نیز کشته‌است. ان‌ها همچنین کاغذی را روی دیوار می‌بینند که در ان نوشته شده بود: «چون تعداد ما خیلی زیاد بود.»
سو و جود بعد از مرگ بچه‌هایشان دچار افسردگی عمیقی می‌شوند و سو به این باور می‌رسد که خدا به خاطر اینکه آنها قوانین الهی را نقض کرده و ازدواج نکرده‌اند ان‌ها را مجازات کرده و بچه‌هایشان را از آنان گرفته‌است و در نهایت سو تصمیم به بازگشت به شوهرش یعنی فیلوتسن را می‌گیرد؛ زیرا اواعتقاد دارد با تمام تفاوت هاییی که بین او وشوهر واقعی اش وجود دارد، ان‌ها در برابر چشمان خدا با یکدیگر ازدواج کرده‌اند.
یکسال پس از مرگ فرزندانشان ان‌ها یکدیگر را هنگامی که هریک جداگانه بر سر مزار بچه‌هایشان بودند ملاقات می‌کنند و جود می‌خواهد بداند که ایا سو هنوز او را دوست دارد یا نه. سو پاسخ می‌دهد: «تو همیشه جواب را می‌دانستی.» و پس از یک بوسه عاشقانه سو به سوی فیلوتسن بازمی‌گردد.
هنگامی که سو از او دور می‌شود جود فریاد می‌زند: «ما زن و شوهریم. اگر دو نفر در دنیا این‌گونه باشند.»

## بازیگران اصلی
- کریستوفر اکلستون در نقش جود فاولی
- کیت وینسلت در نقش سو براید
- لیام کاننیگهام در نقش فیلوتسن
- راشل گریفیث در نقش ارابلا
- برویک کالر در نقش مرد کشاورز
- دیوید تنانت در نقش دانشجوی مست
- کری شیل در نقش شعبده باز
- پاول کاپلی در نقش آقای ویلیس
- اما ترنر در نقش سارا